# Frodus
Frodus là một ban nhạc post-hardcore người Mỹ thành lập tại Washington, D.C.. Hát chính/tay guitar Shelby Cinca và tay trống Jason Hamacher cùng nhau lập ra ban nhạc năm 1993. Ban nhạc thay đổi tay bass nhiều lần trong suốt lịch sử hoạt động. Frodus được xem là một ban nhạc có khá nhiều ảnh hưởng trong giới post-hardcore.

## Thành viên
- Shelby Cinca – guitar, hát (1993-1998, 2008-2010)
- Jason Hamacher – trống (1993-1998, 2008-2010)
- Jim Cooper – guitar bass, vocals (1993–1995)
- Kyle Bacon – guitar bass (1993–1994)
- Ted Magsig – guitar bass (1994)
- Dana Wachs – guitar bass, hát (1994)
- Andy Duncan – guitar bass, hát (1995)
- Howard Pyle – guitar bass, hát (1995–1997)
- Mason – guitar bass, hát (1997)
- Nathan Burke – guitar bass, hát (1997–1999)
- Saadat Awan – guitar bass (2008)
- Liam Wilson – guitar bass (2009)
- Jake Brown – guitar bass, hát (2009)

## Đĩa nhạc

### Album phòng thu
- Molotov Cocktail Party (1994, Gnome / 2006, Carcrash Records iTunes)
- Fireflies (1995, Level / 2006 Carcrash Records iTunes)
- F-Letter (1996, Double Deuce / 2003, Magic Bullet Records)
- Conglomerate International (1998, Tooth and Nail)
- And We Washed Our Weapons in the Sea (2001, Fueled by Ramen)